# CCA Angehrn
Die CCA Angehrn AG mit Sitz in Gossau SG war ein Schweizer Engros-Unternehmen, das neun Abholgrossmärkte in der Deutschschweiz betrieb und das Gastgewerbe und den Lebensmitteleinzelhandel versorgte. CCA Angehrn bot ein umfassendes Getränke-, Frische-, Food- und Nonfood-Sortiment an. 2017 wurde CCA Angehrn von Demaurex & Cie (Aligro) übernommen.

## Geschichte

### Gründung und erste Jahre
Das Unternehmen wurde 1893 von Albert Angehrn in St. Gallen gegründet, der als Handelsreisender im Auftrag eines Zürcher Handelsunternehmens Kaffee und Tee verkaufte. Bei einer seiner Reisen in die Ostschweiz lernte er seine zukünftige Frau kennen, die Wirtetochter Elise Hauser. Angehrn übernahm in der Folge die Wirtschaft ihres Vaters sowie den dazugehörenden Laden, den er ausbaute.

### Weitere Meilensteine
In den 1960er-Jahren machte das Familienunternehmen seinen grössten Entwicklungsschritt und eröffnete 1964 in Gossau den ersten Abholmarkt in der Ostschweiz. Cash + Carry Angehrn war 1976 der europaweit erste Handelsbetrieb mit voll integrierter Strichcode-Warenbewirtschaftung. In den folgenden Jahren zog es CCA Angehrn westwärts. Der CCA-Markt Bern eröffnete 1989 seine Pforten. Im Jahr 1993 erfolgte die Einführung eines Einkaufssystems und des Kassenscannings sowie die Lancierung des Konzepts «frisch-nah-günstig» für Detaillisten. Fünf Jahre später wurde der CCA-Markt Brüttisellen eröffnet. Im selben Jahr nahm die Logistik-Plattform in Bern ihren Betrieb auf. Im Herbst 2006 beteiligt sich die Migros mit 30 % am Familienunternehmen, das damals über 300 Mitarbeiter hatte. Per 1. Juli 2012 wurde dieser Anteil auf 80 % erhöht, die restlichen 20 % blieben im Besitz der Familie Angehrn, die weiterhin operativ tätig und im Verwaltungsrat vertreten war. Seit 2008 ist CCA Angehrn mit dem CCA-Markt in Pratteln auch in der Nordwestschweiz präsent. Ab dem 1. Juli 2013 war das Unternehmen ein Geschäftsbereich der Saviva AG, ein damaliges Tochterunternehmen der Migros. Ein weiterer Meilenstein in der Geschichte von CCA Angehrn war 2015 die Eröffnung des neu konzipierten CCA-Marktes Spreitenbach. 2017 wurde CCA Angehrn, das über 360 Mitarbeiter hatte, von Aligro übernommen.

### Standorte
Mit neun Standorten war CCA Angehrn in der ganzen Deutschschweiz vertreten.
- Gossau SG
- Sargans
- Rapperswil
- Frauenfeld
- Spreitenbach
- Emmen-Luzern
- Bern
- Brüttisellen
- Pratteln